# Mesamia prescotia
Mesamia prescotia är en insektsart som beskrevs av Ball 1931. Mesamia prescotia ingår i släktet Mesamia och familjen dvärgstritar. Inga underarter finns listade i Catalogue of Life.